# سویچ بنک
سویچ بنک (انگلیسی: Switch) شرکت خدمات مالی بریتانیایی است، که در سال ۱۹۸۸ تأسیس شد.